# Gorbiscape gorbachevi
Gorbiscape gorbachevi  (лат.) — вид воронковых пауков рода Gorbiscape из семейства Agelenidae. Средняя Азия: Таджикистан). Назван в честь первого президента СССР М. С. Горбачёва.

## Распространение
Встречается в западном Таджикистане  (Средняя Азия): Хатлонская область, Дангаринский район, 38°17′N 69°13′E, на высотах от 1700 до 2060 м). 

## Описание
Среднего размера пауки, длина самцов до 6,20 мм, самок до 7,82 мм. Длина головогруди самца 3,20 мм (ширина 2,15 мм), у самок — 3,35 мм (2,19 мм).
Карапакс, стернум, лабиум, хелицеры, максиллы светло-коричневые. Головогрудь с темными краями, широкими субмаргинальными светлыми полосами, двумя широкими коричневыми латеральными полосами и одной медианной светлой полосой. Стернум с серыми отметинами по краям. Ноги по окраске сходны с карапаксом, с отчетливой колчатостью. Брюшко темно-серое с красноватыми отметинами на спинной стороне и двумя продольными серыми полосками на нижней стороне. Длина первой пары ног самцов 9,68 мм (у самок 8,85). 

## Классификация и этимология
Вид Gorbiscape gorbachevi был впервые описан в 2020 году арахнологами Алирезой Замани (Alireza Zamani, Тегеран, Иран; Zoological Museum, University of Turku, Турку, Финляндия) и Юрием М. Марусиком (Институт биологических проблем Севера ДВО РАН, Магадан, Россия). Таксон G. gorbachevi включён в отдельный род Gorbiscape Zamani & Marusik, 2020 вместе с видом G. agelenoides (Walckenaer, 1841) (страны Западного Средиземноморья), который ранее был в составе рода Agelena Walckenaer, 1805.
Видовое (G. gorbachevi) и родовое (Gorbi+scape, прозвище + часть имени близкого рода Agelescape) названия Gorbiscape gorbachevi даны в честь 89-летия первого президента СССР М. С. Горбачёва.